# Klingelstreich
Klingelstreich (auch Klingelmännchen, Blinde Mäuse, Glöckerlpartie, Klingelmäuschen, Klingelputzen, Klingelrutschen, Klingelsturm, Klingelpost, Schellemännchen, Schellekloppe oder Schellebergerles) ist die Bezeichnung für das Betätigen einer Türklingel, ohne die Absicht zu haben, die jeweilige Person zu besuchen. Es ist ein vorwiegend bei Kindern und Jugendlichen beliebter Streich. In der Freinacht werden teilweise Klingelstreiche ausgeführt.

## Ablauf
Der Streich besteht darin, bei einem Ein- oder Mehrfamilienhaus eine oder mehrere Türklingeln zu betätigen und sich durch Wegrennen vor der Entdeckung der eigenen Person zu schützen. Manchmal wird versucht, ein Dauerklingeln zu erzielen, indem etwa der Klingeltaster verklemmt wird. Eine weitere Variante, einer Mutprobe ähnlich, besteht darin, nach dem Klingeln so lange vor der Tür stehen zu bleiben, bis ein Bewohner die Tür öffnet. Diese Variante ist lokal auch unter dem Namen Rattenpingeln oder Mäusepingeln bekannt.
Der Reiz des Streiches besteht darin, Erwachsene zu ärgern und deren Reaktionen aus sicherem Abstand beobachten zu können. Ein zusätzlicher Nervenkitzel besteht in der Gefahr, entdeckt und zur Rechenschaft gezogen zu werden.
International gibt es Klingelstreiche praktisch überall, wo Türklingeln vorhanden sind.

## Rechtliche Beurteilung
Vor allem wenn der Streich häufig oder nachts ausgeführt wird, handelt es sich in Deutschland rechtlich um eine Ruhestörung (Ordnungswidrigkeit). Im Jahr 1872 wurde in Großbritannien und Irland der „Town Police Clauses Act“ in Kraft gesetzt, der es u. a. verbietet, ständig an den Türen anderer Leute zu klingeln.

## Rezeption
In seinem Buch Die Schimauski-Methode widmet Walter Moers dem Schellemännchen das zweite Kapitel, in dem Albert Schimauski in einem Interview erzählt, wie er ein Schellemännchen fängt, seine Motivation erfährt und an ihm seine Erfindung der Mutmarmelade erprobt.